# Dominique Ponchardier
Pour un autre résistant, voir Pierre Ponchardier.
 (décembre 2012).
Si vous disposez d'ouvrages ou d'articles de référence ou si vous connaissez des sites web de qualité traitant du thème abordé ici, merci de compléter l'article en donnant les références utiles à sa vérifiabilité et en les liant à la section « Notes et références ».
Œuvres principales
- Série Le Gorille

Dominique Ponchardier est un résistant, haut fonctionnaire et écrivain français né le 3 mars 1917 à Saint-Étienne (Loire) et mort le 17 avril 1986 à Nice (Alpes-Maritimes). Il est particulièrement connu pour la série policière du Gorille, publiée sous son nom de plume, A.L. Dominique.

## Biographie
Né dans une famille d'industriels, Dominique Auguste Louis Ponchardier fait ses études secondaires à Saint-Étienne, Nice et Brest.

### Résistant
Il effectue son service militaire lorsque la Seconde Guerre mondiale éclate. Blessé, il rentre dans la Résistance dès octobre 1940. En 1942, il participe à la création du réseau « Sosie » avec son frère Pierre. Il termine la guerre avec le grade de chef de mission de 1re classe à la Direction générale des études et recherches (DGER).

### Auteur de roman policier
Il mène, entre 1954 et 1962, une carrière littéraire à succès sous le pseudonyme d'A.L. Dominique. Il crée alors le personnage du Gorille dans la collection Série noire pour laquelle il aurait inventé le mot « barbouze ». Il a adapté certains de ses romans au cinéma.

### Militant gaulliste
Il est membre en 1948 du conseil de direction du RPF, mouvement politique fondé par Charles de Gaulle. En 1963, il est chargé de mission lors de la guerre d'Algérie contre l'OAS et conseiller technique auprès de Michel Maurice-Bokanowski, ministre de l'Industrie.

### Diplomate
De 1964 à 1968, il est ambassadeur en Bolivie. D'après l'amiral René Besnault, cette nomination, sous la présidence de Charles de Gaulle est certainement liée à la présence en Bolivie de nombreux anciens nazis. Ponchardier supervise le séjour du Général qui visite la Bolivie les 28-29 septembre 1964 dans le cadre de son voyage en Amérique du Sud. La visite s'effectue dans un contexte de vives tensions entre le président Víctor Paz Estenssoro et son vice-président René Barrientos qui le renversera en novembre 1964. Lorsque Ponchardier se rend à Cochabamba, où le président français doit séjourner, à quelques jours de l'arrivée de la délégation française, rien n'est prêt. Le palais où la réception doit se tenir est vide, son toit est percé, il n'a  ni eau, ni électricité. Par ailleurs, l'aérodrome et les routes d'accès sont parsemés de nids-de-poule. Une réconciliation nationale s'effectue entre le président Estensorro et son vice-président pour que la visite puisse avoir lieu dans les meilleures conditions.
En 1967, Ponchardier négocie la libération et l'expulsion vers la France de Régis Debray, capturé par les militaires boliviens alors qu'il quittait les maquis guévaristes (Ernesto "Che" Guevara est tué peu de temps après).
Il est ensuite haut-commissaire à Djibouti jusqu'en 1971.

### Homme d'affaires
Il termine sa carrière dans le secteur privé. De 1971 à 1981, il est président des Comptoirs français du développement du textile / Compagnie française pour le développement des fibres textiles (devenue Dagris).
Il est inhumé à Villefranche-sur-Mer (Alpes-Maritimes).

## Hommages
Il existe une rue Pierre-et-Dominique-Ponchardier à Saint-Étienne (quartier de Fauriel), à proximité des anciens bâtiments de Manufrance reconvertis en pôle tertiaire.

## Décorations
- Commandeur de la Légion d'honneur
- Compagnon de la Libération par décret du 27 décembre 1945
- Croix de guerre 1939–1945 (4 citations)
- Médaille de la Résistance française avec rosette par décret du 24 avril 1946[5]
- Médaille des évadés
- Insigne des blessés militaires

## Œuvre
Série Le Gorille, signée A. L. Dominique puis Antoine Dominique
Ses œuvres les plus connues relatent les aventures de Geo Paquet, dit « le Gorille », publiées aux Éditions Gallimard dans la Série noire, puis chez Plon.
- Le Gorille vous salue bien, no 220, Paris, 1954 (adapté au cinéma)
- Gaffe au Gorille !, no 225, Paris, 1954
- Trois gorilles, no 231, Paris, 1955
- Gorille sur champ d'azur, no 236, Paris, 1955
- Le Gorille et le barbu, no 245, Paris, 1955
- La valse des gorilles, no 258, Paris, 1955 (adapté au cinéma)
- L'archipel aux Gorilles, no 265, Paris, 1955
- Le Gorille dans le Pot au noir, no 269, Paris, 1955
- Le Gorille sans cravate, no 280, Paris, 1955
- Le Gorille se mange froid, no 287, Paris, 1955
- Le Gorille en Bourgeois, no 292, Paris, 1956
- Le Gorille chez les Mandingues, no 297, Paris, 1956
- Poker Gorille, no 302, Paris, 1956
- Le Gorille et l'Amazone, no 307, Paris, 1956
- Le Gorille dans le cocotier, no 312, Paris, 1956
- Le Gorille compte ses abattis, no 317, Paris, 1956
- Entre le Gorille et les Corses, no 322, Paris, 1956
- Couscous Gorille, no 327, Paris, 1956
- Le Gorille dans la sciure, no 332, Paris, 1956
- Le Gorille en bretelles, no 337, Paris, 1956
- Paumé le Gorille !, no 342, Paris, 1956
- Le Gorille se met à table, no 347, Paris, 1956
- Le Gorille bille en tête, no 352, Paris, 1957
- Le Gorille crache le feu, no 362, Paris, 1957
- Le Gorille dans la verdine, no 372, Paris, 1957
- Le Gorille au frigo, no 382, Paris, 1957
- Le Gorille en pétard, no 387, Paris, 1957
- Le Gorille et les pelouseux, no 397, Paris, 1957
- Le Gorille sans moustache, no 407, Paris, 1957
- Le Gorille tatoué, no 417, Paris, 1958
- Le Gorille chez les parents terribles, no 427, Paris, 1958
- Le Gorille dans le cirage, no 437, Paris, 1958
- Le Gorille en révolution, no 460, Paris, 1958
- Le Pavé du Gorille, no 471, Paris, 1958
- Le Gorille a du poil au cœur, no 494, Paris, 1959
- Le Gorille en fleurs, no 505, Paris, 1959
- Le Gorille en est-il ?, no 528, Paris, 1959
- Le Gorille a mordu l'archevêque, no 552, Paris, 1960
- La Peau du Gorille, no 563, Paris, 1960
- Trois gorilles sur un bateau, no 577, Paris, 1960
- Le Gorille aux mains d'or, no 606, Paris, 1960
- Le Gorille et les sociétés secrètes, no 637, Paris, 1961
- Le Gorille enragé, no 680, Paris, 1961
- Oiseaux de nuit, Paris, Plon, coll. Le Gorille no 1, 1978
- Irish Micmac, Paris, Plon, coll. Le Gorille no 4, 1978
- Tendre est mon chien cuit, Paris, Plon, coll. Le Gorille no 6, 1978
- L'African Terror, Paris, Plon, coll. Le Gorille no 8, 1978
- Apocalypse Bazar, Paris, Plon, coll. Le Gorille no 9, 1978
- Sweet Lupanar, Paris, Plon, coll. Le Gorille no 11, 1979
- Dans le baba, Paris, Plon, coll. Le Gorille no 13, 1979
- Feu au derche, Paris, Plon, coll. Le Gorille no 15, 1979
- La Buveuse de santé, Paris, Plon, coll. Le Gorille no 17, 1980
- ...Jusqu'au cou, Paris, Plon, coll. Le Gorille no 19, 1980
- Le Con pathétique, Paris, Plon, coll. Le Gorille no 21, 1980
- Semoule et foies blancs, Paris, Plon, coll. Le Gorille no 23, 1981
- Du sang dans le caviar, Paris, Plon, coll. Le Gorille no 25, 1981
- Le Gorille et les Corses, Paris, Plon, coll. Le Gorille no 26, 1981
- Le Gorille paumé dans le soleil, Paris, Plon, coll. Le Gorille no 27, 1982
- Le Gorille et la mauvaise soupe, Paris, Plon, coll. Le Gorille no 29, 1982
- Le Gorille et la môme éblouie, Paris, Plon, coll. Le Gorille no 30, 1982
- Le Gorille et la très grande faute, Paris, Plon, coll. Le Gorille no 31, 1982
- Le Gorille et l'inconnu aux yeux blancs, Paris, Plon, coll. Le Gorille no 32, 1983
- Le Gorille chez les Popofs, Paris, Plon, coll. Le Gorille no 33, 1983
- Le Gorille en cavale, Paris, Plon, coll. Le Gorille no 34, 1983

Autres romans signés Antoine Dominique
- Les Suspects, Paris, Éditions France-Empire, 1957
- Passage à vide, Paris, Gallimard, Série noire no 449, 1958
- L'Hôtel des Sans-Culottes, Paris, Gallimard, Série noire no 483, 1959
- Pétrole, Paris, Gallimard, Série noire no 517, 1959
- Le Manouche, Paris, Gallimard, Série noire no 541, 1960
- Au poteau, Paris, Gallimard, Série noire no 592, 1960
- Baobab, Paris, Gallimard, Série noire no 624, 1961
- Au temps des cerises, Paris, Gallimard, Série noire no 661, 1961
- Tête-de-fer, Paris, Gallimard, 1963

Romans signés Dominique Ponchardier
- La Dame de Tadjoura, Paris, Gallimard, 1973
- La Mort du Condor, Paris, Gallimard, 1976

Mémoires signées Dominique Ponchardier
- Les Pavés de l'enfer, Paris, Gallimard, 1950 ; réédition, Paris, J'ai lu Leur aventure no A48/49, 1969

## Filmographie
Scénariste
- 1957 : Les Suspects (The Suspects) de Jean Dréville avec Charles Vanel
- 1958 : Le Gorille vous salue bien de Bernard Borderie, avec Lino Ventura dans le rôle-titre.
- 1959 : La Valse du Gorille de Bernard Borderie, avec Roger Hanin dans le rôle-titre.
- 1961 : L'Exécution ('TV') de Maurice Cazeneuve avec René Dary
- 1962 : Le Gorille a mordu l'archevêque de Maurice Labro, avec Roger Hanin dans le rôle-titre.
- 1990 : Le Gorille : Séries TV en 13 épisodes, plusieurs réalisateurs (Duccio Tessari, Roger Hanin, Patrick Jamain, Pierre Granier-Deferre, Jean Delannoy...), avec Karim Allaoui[6] dans le rôle-titre, dont Le Gorille se mange froid